# Dostluq-Orden
Der Dostluq-Orden (aserbaidschanisch: “Dostluq” ordeni, auf Deutsch: Orden der Freundschaft oder Freundschaftsorden) ist ein Orden der Republik Aserbaidschan. Bei seiner Einführung Ende 2007 war er der zweitniedrigste von acht Orden der Republik Aserbaidschan. Seit Ende 2017 ist er der drittniedrigste Orden der Republik Aserbaidschan.

## Geschichte
Die Einrichtung des Dostluq-Ordens wurde am 16. Februar 2007 zusammen mit der Einrichtung des Şərəf-Ordens durch das Gesetz Nr. 248-IIIQ „über die Einrichtung der Orden ‚Ehre‘ und ‚Freundschaft‘ der Republik Aserbaidschan“ (Azərbaycan Respublikasının “Şərəf” və “Dostluq” ordenlərinin təsis edilməsi haqqında) von den Abgeordneten der Nationalversammlung der Republik Aserbaidschan beschlossen. Offiziell gestiftet wurde der Orden am 12. März 2007 mit der Unterzeichnung des Dekrets Nr. 2029 durch Präsident İlham Əliyev.
Eine kleinere Überarbeitung erhielt der Dostluq-Orden am 25. November 2013 durch die Unterzeichnung des Dekrets Nr. 84 mit dem das Gesetz Nr. 726-IVQD vom 30. September 2013 in Kraft trat.

## Verleihungskriterien und Tragweise
„1. Der ‚Dostluq‘-Orden der Republik Aserbaidschan wird den Bürgern Aserbaidschans, ausländischen Bürgern und Staatenlosen verliehen:
1.1. für einen besonderen Dienst bei der Entwicklung einer freundschaftlichen, wirtschaftlichen und kulturellen Zusammenarbeit zwischen der Republik Aserbaidschan und anderen Ländern;
1.2. für einen herausragenden Dienst bei der Stärkung der Völkerfreundschaft;
1.3. für herausragende Leistungen zur Schaffung von Frieden und Ruhe in der Welt, der Region und in verschiedenen Ländern, zum Aufbau konstruktiver Beziehungen zwischen Zivilisationen und zum Aufbau des interkulturellen Dialogs.
2. Der ‚Dostluq‘-Orden wird auf der linken Seite der Brust und in Anwesenheit anderer Orden und Medaillen der Aserbaidschanischen Republik nach dem ‚Şöhrət‘-Orden getragen.“